# Warroad, Minnesota
Warroad là một thành phố thuộc quận Roseau, tiểu bang Minnesota, Hoa Kỳ. Năm 2010, dân số của thành phố này là 1781 người.

## Dân số
- Dân số năm 2000: 1722 người.
- Dân số năm 2010: 1781 người.